# Organizzazione Alba

I membri di spicco dell'Organizzazione Alba; da sinistra: Kisame Hoshigaki, Itachi Uchiha, Pain, Konan, Tobi, Zetsu

L'Organizzazione Alba (暁?, Akatsuki), o più semplicemente Alba, è un gruppo di ninja traditori di alto livello che compare nella serie manga e anime Naruto.
Apparsa per la prima volta dopo la morte del Terzo Hokage, è divenuta successivamente una degli antagonisti principali della serie.

il Segno dell'Organizzazione Alba, la Nuvola rossa bordata di Bianco su sfondo nero.

## Storia e caratteristiche
Alba è stata fondata qualche anno prima dell'inizio della narrazione nel Villaggio della Pioggia da Yahiko, un orfano di guerra cresciuto assieme ai due trovatelli Konan e Nagato e come loro allievo di Jiraiya, sebbene Obito Uchiha affermi di averlo spinto lui a farlo, e in poco tempo il giovane riuscì a riunire diversi ninja di vari villaggi minori desiderosi come lui di portare finalmente la pace. Dato il suo crescente potere, tuttavia, Alba venne distrutta dal leader del villaggio Hanzo, con la complicità di Danzo Shimura e degli ANBU della Foglia, che causò anche la morte di Yahiko; Nagato, distrutto dal dolore, prese quindi le redini dell'organizzazione e la rinforzò con dieci criminali di livello S mentre Obito rimase dietro le quinte. Durante i conflitti fra i cinque villaggi Alba, in quanto composta da mercenari, è intervenuta diverse volte dietro compenso, come ad esempio nel conflitto tra il Villaggio della Roccia e quello della Nuvola.
Lo scopo iniziale di Alba è quello di guadagnare denaro attraverso la riscossione di taglie sui ricercati in modo da poter disporre dei fondi necessari per attuare i suoi progetti futuri e infatti, nelle battute iniziali, la maggior parte dei membri pensava che lo scopo finale fosse quello di impadronirsi del mondo usando il chakra dei Cercoteri per creare una tecnica capace di radere al suolo una nazione intera: secondo Nagato in questo modo non ci sarebbero più state guerre fra nazioni, in quanto tutte tremendamente impaurite, ma in realtà il vero scopo di Obito (e di Madara Uchiha) era ricreare il cercotero ancestrale, il Decacoda, usare il suo chakra per potenziare oltre ogni immaginazione lo Tsukuyomi e rifletterlo sulla luna in modo da far cadere in un'illusione eterna tutto il mondo, che si sarebbe quindi liberato di tutta l'angoscia e il dolore.
Tutti i membri dell'organizzazione indossano una lunga veste nera su cui sono disegnate delle nuvole rosse con bordo bianco e portano un anello, la cui posizione nella mano varia da membro a membro e su cui è inciso un particolare kanji; fa parte dell'abbigliamento, almeno per qualcuno, anche un grande cappello di paglia con vari campanellini attaccati e uno smalto viola sulle unghie delle mani e dei piedi. Alcuni di loro indossano ancora il coprifronte del villaggio di origine ma il simbolo dei rispettivi villaggi è cancellato da un profondo graffio orizzontale. Generalmente i membri si muovono in coppie.

## Membri

### Kisame Hoshigaki
Kisame Hoshigaki (干柿 鬼鮫?, Hoshigaki Kisame), soprannominato Il Fantasma del Villaggio della Nebbia (霧隠れの怪人?, Kirigakure no Kaijin), è ex membro degli Spadaccini della Nebbia (霧の忍刀七人衆?, Kiri no Shinobigatana Nananinshū).
Ha un aspetto simile ad uno squalo avendo la pelle di un colorito azzurrognolo, branchie sulle guance che gli permettono di respirare sott'acqua e denti affilati di forma triangolare. Dotato di un fisico possente (198 cm per 92 kg) è sempre stato crudele, ambizioso e arrogante ma nonostante ciò segue rigidamente i precetti ninja, in particolare quello secondo cui talvolta le informazioni sono più importanti della vita stessa. Essendo responsabile di molte morti anche tra i ninja del suo stesso villaggio si considera un essere malvagio ma quando morirà di sua stessa mano sacrificandosi per l'organizzazione ammetterà di non essere così terribile; sembra inoltre colui che, tra i membri di Alba, riesce a comprendere meglio Itachi, arrivando anche a preoccuparsi per la sua salute. Kishimoto ha rivelato di avere progettato inizialmente Alba come un'organizzazione di mostri "con pressoché nessuno con caratteristiche umane" e disegnò Kisame rimodellando uno squalo.

Lo spadone Pelle di Squalo

È stato un membro della Squadra segreta di spionaggio (インテリの暗号部?, Interi no Angōbu) e subordinato di Fuguki Suikazan. Del suo passato si sa che in una missione ha dovuto uccidere i suoi compagni affinché non rivelassero informazioni ai nemici e per lo stesso motivo uccise anche il suo maestro impossessandosi della Pelle di Squalo (鮫肌?, Samehada); successivamente decide di unirsi a Tobi, che in quel periodo stava manipolando il Quarto Mizukage, attratto dal "Piano Occhio di Luna" (月の眼計画?, Tsuki no Me Keikaku). Dopo la morte del Terzo Hokage si infiltra nel Villaggio della Foglia con Itachi per catturare Naruto Uzumaki, ma i due vengono fermati da Jiraiya.
Riappare all'inizio della seconda serie durante l'estrazione dal corpo di Gaara del Demone Tasso e per fermare il Team Gai tramite una sua copia; riappare anche dopo il combattimento contro Roshi, la forza portante del Gorilla a quattro code, che, nonostante la grande forza del ninja della Roccia, vede vincitore lo spadaccino della Nebbia.
Prima dello scontro tra Itachi e Sasuke trattiene il Team Hebi lasciando passare solo il loro leader: mentre i due fratelli Uchiha si danno battaglia Kisame discuterà con Suigetsu, con il quale però non combatterà. Dopo la morte di Pain raggiunge Killer Bee con l'intenzione di catturarlo: in soccorso del primo giunge il gruppo comandato dal Raikage e Kisame viene apparentemente decapitato da un attacco combinato di Killer Bee e quest'ultimo perdendo per di più Pelle di Squalo, che sceglie la forza portante come nuovo padrone; successivamente si scoprirà che in realtà il Kisame decapitato era una copia di Zetsu Bianco perché Tobi aveva ordinato al suo sottoposto di fingersi morto per entrare di nascosto nel Villaggio della Nuvola per scoprire le informazioni riguardo all'esercito nemico compiendo la missione con successo. Dopo essere stato scoperto da Naruto, Kisame tenta la fuga ma viene intercettato da Gai, che deve ricorrere all'apertura della settima porta per sconfiggerlo, permettendo ad Aoba di entrare nella sua mente; dopo essersi liberato nonostante la sconfitta Kisame decide di suicidarsi per mezzo dei suoi squali in modo da non lasciare informazioni al nemico dedicando i suoi ultimi pensieri a Itachi.
Kisame è un grande esperto nelle tecniche acquatiche e, pur non essendo in grado di eseguirle senza fonti d'acqua, è in grado di generare lui stesso tale elemento sputandolo in enormi quantità dalla bocca; possiede inoltre una riserva di chakra talmente ampia da meritare il soprannome di "Cercoterio senza coda" (尾のない尾獣?, O no nai Bijū) e può anche assorbire quello altrui. Era inoltre uno degli uomini più fidati di Tobi, tanto da conoscere addirittura il vero piano di Tobi. È doppiato da Tomoyuki Dan e in italiano da Riccardo Lombardo nella prima serie, da Marco Pagani e da Alberto Angrisano (ep. 325) nella seconda.

### Zetsu
Zetsu (ゼツ?, Zetsu) è la spia dell'organizzazione.
Il suo corpo è diviso in due metà che costituiscono due entità distinte, Zetsu Nero (黒ゼツ?, Kuro-Zetsu) e Zetsu Bianco (白ゼツ?,  Shiro-Zetsu). Kishimoto aveva inizialmente concepito tutta Alba come "un'organizzazione di mostri con pressoché nessuno avente caratteristiche umane": nel caso di Zetsu si basò per il design su una pianta carnivora e ancora prima del suo debutto sapeva già che il personaggio avrebbe dovuto avere una doppia personalità. Il design del personaggio, dal suo debutto, ha subito una sola variazione: nel capitolo 234, sulla pianta di Zetsu, comparivano delle vene; successivamente, nella seconda serie, Kishimoto le eliminerà definitivamente.

L'anello di Zetsu nell'Organizzazione Alba. Il kanji sull'anello è 亥, kai, il cui significato è "cinghiale"

Zetsu Bianco ha i capelli verdi e gli occhi gialli ed è caratterizzato da un sorrisetto sarcastico; la sua testa è inviluppata in una sorta di pianta carnivora che può anche ricoprire il resto del corpo per protezione o nel caso si nasconda in luoghi pericolosi o a rischio come sottoterra; quando si spoglia dell'uniforme si nota che la pianta sembra crescere direttamente dal suo corpo e precisamente dai fianchi. Lo Zetsu Nero è caratterizzato da un occhio a cerchio rispetto alla sua controparte: la sua vera forma è quella di un umanoide completamente nero, privo di capelli, orecchie e naso con gli occhi gialli e una bocca con denti affilati. Le due metà spesso discutono tra di loro, a parole e tramite i pensieri, scambiandosi opinioni, a volte parlando come fossero uno solo, spesso in presenza di altre persone. Mentre Zetsu Nero è la parte più matura e saggia, la parte bianca è quella più infantile, allegra e spesso manca di rispetto ai superiori; ogni volta che accade qualcosa di insolito chiede spiegazioni, ottenendo sempre una risposta. La differenza tra le due metà è evidenziata anche nel testo delle vignette del manga: la parte nera utilizza la scrittura katakana dove usualmente viene utilizzata quella hiragana, che viene invece utilizzata dalla parte bianca (nell'edizione italiana si usano caratteri scritti in stampatello per una e in corsivo per l'altra). Anche nell'anime è evidente questa sua caratteristica, in quanto Zetsu parla con due voci diverse.
Nelle battute finali dell'opera si scopre che lo Zetsu Nero è una creazione di Kaguya Ootsutsuki, madre dell'Eremita delle Sei Vie, e che per farla ritornare in vita negli anni cercò di riunire il potere degli Uchiha e dei Senju così da far rinascere il Rinnegan: per questo ha manipolato il corso della storia corrompendo le tavole degli Uchiha e rivelando loro una falsa verità, cioè che la soluzione ai mali del mondo sarebbe stato il piano "Occhio di Luna". Dopo vari fallimenti avvenne lo scontro tra Madara Uchiha e Hashirama Senju: Zetsu riuscì a scoprire che Madara, nel corso della battaglia, era riuscito ad ottenere le cellule di Hashirama e così gliele impiantò ottenendo la rinascita del Rinnegan; gli Zetsu bianchi invece sono le vittime di un precedente Tsukuyomi infinito tentato da Kaguya e divenuti tali dopo un lungo processo, che Zetsu nero ha fatto emergere dalla statua demoniaca facendo credere a Madara che fossero i risultati degli esperimenti sulle cellule di Hashirama. Gli Zetsu bianchi obbedivano ad ogni ordine dell'Uchiha e furono proprio loro ad assistere Obito durante la sua riabilitazione. In seguito Zetsu Nero si finse la volontà di Madara e si unì ad uno Zetsu bianco allo scopo di aiutare Obito nella sua missione futura: riunire il chakra dei nove cercoteri per ricreare il Decacoda il cui chakra sarebbe servito per potenziare oltre ogni immaginazione lo Tsukuyomi e rifletterlo sulla Luna così da far cadere il mondo in un'illusione eterna e sottrarlo per sempre alla guerra.
Zetsu si unisce all'Organizzazione Alba ricoprendo il ruolo di spia: compare per la prima volta durante lo scontro tra Sasuke Uchiha e Naruto Uzumaki nella Valle dell'Epilogo, dove viene visto osservare i due. Oltre al ruolo di spia, Zetsu svolge anche diversi altri compiti per l'organizzazione: recupera gli anelli dei membri uccisi in combattimento e, attraverso cannibalismo, fa sparire i cadaveri dei nemici e dei corpi inutilizzati da Pain durante la Tecnica mutaforma. Partecipa spesso ai rituali di estrazione dei cercoteri dalle rispettive forze portanti e assiste agli scontri di moltissimi personaggi, come quello tra Itachi e Sasuke, quello tra Jiraiya e Pain e poi quello tra quest'ultimo e Naruto. Dopo la sconfitta di Pain, Zetsu interviene in aiuto di Sasuke durante la riunione dei cinque Kage e, successivamente, aiuta Kisame ad infiltrarsi all'interno del Villaggio della Nuvola. Durante la Quarta guerra ninja, Obito rivela di avere un esercito composto da centomila Zetsu bianchi (potenziati poi da Kabuto usando il DNA di Yamato) e li invia in diverse regioni per combattere le divisioni dell'esercito dell'Alleanza dei Ninja. Nel corso delle battaglie, gli Zetsu prendono le sembianze dei ninja dell'alleanza e creano scompiglio dietro le linee nemiche; soltanto Naruto, divenuto molto più forte grazie al chakra della Volpe a Nove Code, riesce a distinguere gli Zetsu e ad eliminarli. Lo Zetsu Bianco originale e lo Zetsu Nero, invece, si dividono: Zetsu Bianco rimane a fare la guardia a Sasuke, dal quale viene crudelmente eliminato, mentre Zetsu Nero viene inviato a catturare i daimyo. Durante la battaglia, però, si ritrova ad affrontare Mei Terumi e il suo seguito: dopo essere riuscito a tenere testa agli avversari, lo Zetsu Nero viene tagliato a metà dalla spada di Chojuro. Dopo la sconfitta di Obito, Zetsu Nero si fonde col corpo di questi costringendolo a riportare in vita Madara; in seguito riesce a rubare parte del chakra della Volpe che Minato stava passando a Naruto, ma Obito riesce tenerlo sotto controllo il tempo sufficiente per salvare il ragazzo. Dopo il successo del piano "Occhio di Luna", Madara si appresta a uccidere gli ultimi rimasti ma Zetsu Nero a sorpresa lo tradisce infilzandolo al petto, confessando di essere non la sua volontà ma quella di Kaguya: fatto questo, Zetsu Nero riuscirà ad accumulare una quantità tale di chakra da far rinascere Kaguya, che ha intenzione di trasformare l'intera umanità in Zetsu Bianchi. Affiancherà poi la madre nello scontro con Naruto e Sasuke, venendo infine sigillato insieme alla sua creatrice alla fine dello scontro.
Zetsu Bianco è in grado di utilizzare una tecnica nota come Effimera (蜉蝣?, Kagerō) che gli permette di fondersi con la terra per viaggiare velocemente da un posto ad un altro. Questa tecnica è ideale per il suo ruolo di spia; una volta fusosi con l'ambiente infatti, è praticamente invisibile: l'unica abilità oculare in grado di vederlo e di percepire la sua presenza è infatti il Rinnegan. Essendo un essere umano mutato, Zetsu Bianco è in grado di sopravvivere senza né cibo e né acqua e non ha bisogno di svolgere le normali funzioni corporee umane. Egli può anche comunicare telepaticamente con altri suoi cloni, purché siano entro un certo raggio d'azione. Attraverso la sua Tecnica delle Spore (胞子の術?, Hōshi no Jutsu), può creare spore sui corpi nemici dalle quali possono crescere altre copie che succhiano il chakra avversario. Tali copie hanno la particolarità di non scomparire una volta uccise. Altra capacità del personaggio è quella di assorbire il chakra dalle persone presenti senza che queste se ne accorgano, creando poi col chakra rubato copie perfette dei soggetti a cui lo ha rubato. Con questa abilità è riuscito a provocare il caos tra l'esercito dell'alleanza dei ninja. Zetsu Bianco possiede le cellule di Hashirama Senju e per questo motivo è in grado di utilizzare l'Arte del Legno (木遁?, Mokuton) dell'Hokage, anche se molto più debole dell'originale. Lo Zetsu Nero invece ha la capacità di "Registrare" i combattimenti. Essendo un simbionte ha la capacità di impossessarsi dei corpi altrui, prenderne il controllo e di assorbirne il chakra. È doppiato da Nobuo Tobita e in italiano da Gabriele Marchingiglio, Alessandro Germano (Zetsu Bianco) e da Luca Ghignone (Zetsu Nero), Carlo Petruccetti (Zetsu nero ep. 287-348).

#### Tobi
È il nome dello Zetsu Bianco utilizzato dal giovane Obito Uchiha durante il suo tentativo di salvare Kakashi e Rin e fu fra le prime vittime dello Tsukuyomi Infinito lanciato in passato da Kaguya Otsutsuki. Al primo incontro con Obito, Tobi era giocoso e si divertiva a stuzzicarlo; in seguito lo aiuterà durante il suo periodo di convalescenza e fra i due nascerà una sorta di amicizia. Durante la quarta guerra Ninja, Tobi prenderà il controllo del corpo di Yamato e lo userà per ostacolare l'alleanza ma si dissolverà quando verrà rilasciato lo Tsukuyomi infinito. Questo particolare Zetsu Bianco possiede un corpo che si avvolge a spirale attorno al suo unico occhio, il suo corpo all'interno è vuoto. Tobi è capace di avvolgere interamente il corpo delle persone e di controllarle potenziandole.

### Deidara
Deidara (デイダラ?) è un ninja traditore del Villaggio della Roccia.
Ha gli occhi azzurri e i capelli biondi e lunghi che gli coprono l'occhio sinistro raccolti in una coda; porta sempre con sé una borsa con dell'argilla che gli serve per i suoi attacchi e che modella con le bocche presenti sulle mani. Possiede inoltre un'altra bocca sul petto che gli serve per la sua tecnica finale. È molto rancoroso ed enormemente fiero della sua arte: è infatti convinto che essa sia un potere perfetto che può diventare insuperabile e non sopporta chiunque la derida. Sebbene rispetti molto il suo compagno Sasori i due hanno idee completamente diverse sul concetto di arte: secondo Deidara essa è "un istante di effimero splendore", mentre a parere di Sasori "L'arte è qualcosa che resiste alla prova del tempo". Nelle classifiche di preferenza pubblicate da Weekly Shōnen Jump, alla sua prima apparizione Deidara si è classificato al terzo posto; successivamente, nel settimo sondaggio del manga pubblicato sul numero 55, si è classificato al sesto posto.

Bocca posizionata sul petto di Deidara

Deidara era membro della Squadra esplosivi (爆破部隊?, Bakuha Butai) del villaggio della Roccia nonché il pupillo dello Tsuchikage Onoki. Volendo tuttavia portare le tecniche esplosive ad un livello superiore rubò una tecnica proibita che gli permise di generare l'argilla esplosiva: diventò così un terrorista dinamitardo finché non fu costretto ad unirsi a Alba dopo aver perso contro Itachi. Da quella sconfitta Deidara nutre un profondo rancore e desiderio di vendetta nei confronti di Itachi, non tanto per essere stato battuto quanto per aver ammirato il potere illusorio del suo Sharingan al punto da definirlo arte. Nella seconda parte della storia Deidara attacca il Villaggio della Sabbia insieme a Sasori riuscendo a sconfiggere e rapire il Kazekage Gaara: dopo aver sigillato il demone, Deidara affronta Naruto e Kakashi per ottenere il potere della Volpe a nove code ma viene sconfitto dandosi alla fuga. Successivamente viene soccorso da Zetsu e Tobi; quest'ultimo subentra nell'organizzazione diventando, così, il suo nuovo compagno di squadra prendendo il posto del defunto Sasori. In seguito, insieme a Tobi, cattura senza troppa fatica Isobu, il demone Tricoda ed affronta Sasuke Uchiha, morendo suicida nello scontro. Deidara viene poi resuscitato durante la Quarta guerra ninja tramite l'Edo Tensei di Kabuto Yakushi; insieme a quest'ultimo raggiunge l'isola dove si nascondono Killer Bee e Naruto e affronta Onoki, ma lo scontro non viene portato a termine perché Kabuto, dopo aver rapito Yamato, rilascia la tecnica che teneva in vita Deidara. In seguito viene nuovamente evocato da Kabuto e inserito nella squadra di imboscate e diversivi insieme a Sasori, Shin e Chukichi ma viene colpito da Sai e successivamente intrappolato in una delle marionette di Kankuro. Tornerà nell'adilà dopo che la tecnica verrà sciolta da Kabuto sotto l'illusione di Itachi Uchiha.

Bombe di Deidara

Deidara utilizza l'Arte dell'Esplosione (爆遁?, Bakuton) basata sull'argilla infusa di chakra che esplode a suo comando; questa tecnica, tuttavia, risulta debole contro l'arte del fulmine che, colpendo gli esplosivi, li disinnesca.
Deidara utilizza cinque diversi tipi di esplosione:
- Il primo livello è il C1 e consiste nel creare piccoli animaletti d'argilla che possono uccidere una persona se si piazzano sul volto del nemico al momento dell'esplosione.[39]
- Il secondo livello è il C2, che consiste nel creare un dragone d'argilla che, a sua volta, è in grado di generare draghi esplosivi più piccoli che fa fuoriuscire dalla bocca o anche una serie di grosse mine da piazzare sottoterra[39][58].
- Il terzo livello è il C3, che consiste nel creare una gigantesca bomba in caduta libera in grado di distruggere un intero villaggio. Deidara la considera la sua specialità.
- Il quarto livello è il C4, una tecnica che produce un clone dalle dimensioni variabili a seconda del raggio di azione[59]; il clone, esplodendo, libera migliaia di microscopiche bombe le quali, entrando nel sistema circolatorio del corpo attraverso la respirazione, provocano milioni di piccole detonazioni distruggendo dall'interno ogni forma di vita che le respiri. Questa tecnica necessita di meno chakra rispetto al C3 ed è meno distruttiva, ma sicuramente più pericolosa e letale per le creature viventi. Deidara la creò proprio allo scopo di uccidere Itachi e la utilizzerà contro Sasuke, che riuscirà però a neutralizzarla.
- L'ultima tecnica di Deidara è il C0, ovvero un'autodistruzione generata facendo ingerire l'argilla dalla bocca posta sul petto che crea un'esplosione con un raggio approssimativo di dieci chilometri[57].

Oltraggiato dalla sconfitta subita per mano di Itachi, Deidara ha inoltre addestrato il proprio occhio sinistro a resistere alle illusioni dello Sharingan. È doppiato da Katsuhiko Kawamoto in giapponese e Luca Sandri in italiano.

### Sasori
Sasori (サソリ?), soprannominato Sasori della sabbia rossa (赤砂のサソリ?, Akasuna no Sasori), è un ninja traditore del Villaggio della Sabbia.
Ha occhi marroni, capelli rossi ed è il nipote della consigliera del Villaggio, Chiyo. Considerando l'eternità dell'arte come unica forma di perfezione, ha trasformato il suo corpo in una marionetta lasciando come unica parte vivente il cuore e di conseguenza, pur essendo un adulto, ha ancora le sembianze di un adolescente. Freddo e calcolatore, considera le persone solo come potenziali marionette; è inoltre molto impaziente e non gli piace né aspettare né fare aspettare le persone. Non prova molta simpatia per il suo compagno di team Deidara e non condivide le sue idee sul concetto di arte: secondo Sasori, infatti, essa è "qualcosa di incantevole che rimane nel tempo", mentre per Deidara l'arte è una perfezione che dura un solo istante, proprio come nelle sue esplosioni.

Copricapo vestito da Sasori e Deidara durante l'intrusione nel Villaggio della Sabbia

Nelle classifiche di preferenza pubblicate da Weekly Shōnen Jump alla sua prima apparizione Sasori si è classificato al sesto posto. Successivamente, nel settimo sondaggio del manga pubblicato sul numero 55, si classifica all'ottavo posto.

Il cuore di Sasori

Sasori è il nipote di Chiyo, che lo crebbe dopo che i suoi genitori furono uccisi da Sakumo Hatake: questo lo portò a seguire le orme di sua nonna, diventando uno dei marionettisti più forti del suo villaggio. Dopo aver ucciso il Terzo Kazekage per creare una marionetta umana, Sasori si unì ad Alba e venne messo in coppia prima con Orochimaru e poi con Deidara. Nella seconda parte della storia attacca il suo villaggio natio insieme a Deidara per catturare il Kazekage Gaara ed estrarre dal suo corpo il Demone Tasso; nell'occasione sconfigge Kankuro in un duello tra marionettisti. Dopo aver sigillato Shukaku, Sasori affronta Sakura Haruno e sua nonna ma viene sconfitto: a infliggergli il colpo fatale sono le marionette che lui stesso aveva creato dai corpi dei suoi genitori nonostante, secondo Chiyo, avesse intuito il suo ultimo attacco ma per qualche motivo non abbia voluto schivarlo; prima di morire Sasori rivela a Sakura di aver infiltrato tra le file di Orochimaru una sua spia, che avrebbe dovuto incontrare dieci giorni dopo al ponte Tenchi nel Villaggio dell'Erba. Dopo la sua morte, il suo "cadavere" viene recuperato da Kankuro e aggiunto alle sue marionette. Sasori viene poi resuscitato a partire dalle cellule del suo cuore durante la Quarta guerra ninja tramite l'Edo Tensei di Kabuto Yakushi e inserito nella squadra di imboscate e diversivi insieme a Deidara, Shin e Chukichi: durante gli scontri viene prima assalito da Sai e in seguito rinchiuso nelle marionette di Kankuro; colpito dalle abilità della nuova generazione Sasori si redime e prima di ritornare nell'aldilà regala a Kankuro le marionette dei suoi genitori.

Simbolo di Sasori presente sulle sue marionette

Sasori è il massimo esperto nella tecnica del marionettista ed è in grado di creare delle particolari marionette, dette "marionette umane" (人傀儡?, Hitokugutsu), dai corpi di coloro che ha ucciso e che sono in grado di utilizzare le stesse tecniche che possedevano in vita. Essendo una marionetta e non avendo quindi né sistema nervoso né cervello è immune alle illusioni ma sa generarle; dal momento che il cuore è l'unica sua parte vivente, se questo rimane integro il suo corpo è praticamente immortale: quando viene mandato in pezzi può infatti ricomporsi facilmente o trasferirsi in altre marionette. Al posto dello stomaco presenta uno spesso e lungo cavo intriso di veleno arrotolato attorno ad un'asta con uno spuntone al termine che può usare come pungiglione e ritirare. Attaccati sulla schiena porta tre rotoli di pergamena: uno consente di evocare il suo esercito di marionette umane, un altro di evocare vampate di fuoco sprigionate da due tubi ognuno posto su una mano; dietro alle spalle sono posizionate delle lame che può far roteare ad altissima velocità. Può controllare più marionette alla volta grazie ai fili di chakra collegati direttamente al suo centro organico e la sua tecnica suprema, chiamata Tecnica rossa segreta - Lo spettacolo dei cento congegni (赤秘技・百機の操演?, Akahigi: Hyakki no Sōen), gli consente di controllare ben cento marionette contemporaneamente; tramite questa è riuscito a conquistare un'intera nazione. Dal momento che controlla le marionette direttamente col suo chakra Sasori riesce a muoverle col pensiero e di conseguenza la velocità a cui esse si spostano è elevatissima; è inoltre un eccellente creatore di veleni: tutte le armi delle sue marionette sono intrise di un particolare siero che immobilizza la vittima per tre giorni e poi la uccide. Dispone di circa 298 marionette umane, lui escluso, e tra queste vi è anche il Terzo Kazekage, tramite il quale può utilizzare la tecnica della Sabbia Ferrifera (砂鉄?, Satetsu) che ha impregnato nel suo veleno, rendendo un solo graffio di quest'ultima letale; la sabbia di ferro è inoltre la nemesi di qualsiasi marionettista perché è in grado di bloccare completamente qualunque marionetta ostruendone gli ingranaggi. È doppiato da Takahiro Sakurai in giapponese e da Davide Perino e Lorenzo Del Romano (ep. 443) in italiano, mentre nei panni della marionetta Hiruko i doppiatori sono Yutaka Aoyama e in italiano da Alessandro Maria D'Errico e Roberto Draghetti (ep. 336).

### Hidan
Hidan (飛段?) è un ninja traditore del Villaggio delle Terme (湯隠れの里?, Yugakure no Sato).
In italiano il nome di questo villaggio è spesso reso come "Villaggio delle calde primavere" da una traduzione non corretta dell'inglese "hot springs": il nome originale giapponese, infatti, include il kanji 湯 (yu) che significa "acqua calda" o "terme". Lo stesso simbolo del villaggio, visibile sul coprifronte di Hidan, deriva proprio dalle tipiche insegne delle terme giapponesi.
Hidan è un fanatico seguace della religione di Jashin, che predica il massacro e l'assassinio; lavora in coppia con Kakuzu e, date le abilità che li rendono immortali, questo tandem viene spregiativamente soprannominato Team degli Zombie (ゾンビコンビ?, Zonbi Konbi). Fisicamente si presenta come un giovane di statura medio-alta con capelli argentei e gli occhi violacei; sotto la veste di Alba rimane a petto nudo così da mostrare il suo rosario. Caratterialmente si dimostra aggressivo, volgare, sadico e privo di autocontrollo: tende infatti ad infuriarsi molto facilmente e a dimenticare l'obiettivo della missione. Kishimoto inizialmente si era basato sul modello degli shinigami e Hidan appariva con la pelle di colore nero e delle linee bianche che ricalcavano la posizione delle ossa, design che verrà poi ripreso nella trasformazione del personaggio durante il suo rituale.

Falce a Tre Lame di Hidan

Hidan ha abbandonato il suo villaggio dopo che, infuriatosi con gli shinobi che decisero di fondarlo in una località turistica, massacrò gli abitanti degli altri villaggi vicini; il suo stesso villaggio venne poi distrutto nel periodo delle grandi guerre. Grazie al rito del suo clan risulta a tutti gli effetti immortale, ma per mantenere tale stato deve continuamente sacrificare delle vittime a Jashin: per questo motivo è stato messo in coppia con Kakuzu, anch'egli immortale. Dopo aver catturato Yugito Nii, forza portante del Gatto a due code, e ucciso il monaco Chiriku per incassare la sua taglia, il Team degli Zombie si dirige al Villaggio della Foglia per catturare Naruto ma sulla sua strada trova il team composto da Asuma Sarutobi, Shikamaru Nara, Izumo Kamizuki e Kotetsu Hagane: Hidan affronta Asuma e lo ferisce a morte, ma poco prima di dargli il colpo di grazia è costretto a ritirarsi per ordine di Pain. In seguito affronta Shikamaru, desideroso di vendicare il suo maestro, che dopo un lungo combattimento nella foresta del clan Nara lo fa esplodere in mille pezzi seppellendolo senza tuttavia ucciderlo definitivamente: è pertanto ignoto se sia ancora vivo, dato che non è più in grado di sacrificare vite a Jashin.

Simbolo di Jashin

Nonostante sia immortale grazie al rito di Jashin, Hidan avverte ugualmente dolore ma le ferite che subisce possono rigenerarsi da sole, eccezion fatta per quelle più gravi come ad esempio la decapitazione; come arma utilizza una falce a tre lame che manovra con una corda metallica. Per attivare il rito deve innanzitutto ingerire il sangue dell'avversario; fatto ciò subisce una trasformazione che rende la sua pelle nera con delle linee bianche che ricalcano la posizione delle ossa. Subito dopo si ferisce con un'asta retrattile appuntita e col proprio sangue disegna a terra un triangolo equilatero inscritto in un cerchio; una volta entrato nel cerchio il rituale è completato e con esso il collegamento tra Hidan e il suo avversario: da questo momento qualsiasi danno che infligge a sé stesso viene trasferito al suo avversario. Il collegamento si rompe quando esce dal cerchio o alla morte dell'avversario, dopodiché ritorna alla sua forma normale. Dimostra inoltre di possedere una grande abilità nello scontro ravvicinato, tanto da rivaleggiare con Asuma e Kakashi. È doppiato da Masaki Terasoma e in italiano da Pino Pirovano e Danilo Di Martino (ep. 292-309)

### Kakuzu
Kakuzu (角都?) è un ninja traditore del Villaggio della Cascata (滝隠れの里?, Takigakure no Sato) nonché tesoriere di Alba.
Nell'organizzazione ha avuto molti partner ultimo dei quali è Hidan, con il quale forma quello che è chiamato spregiativamente dagli altri membri il Team degli Zombie (ゾンビコンビ?, Zonbi Konbi). Di carnagione scura, fisicamente è il membro più imponente dell'organizzazione dopo Kisame; indossa un cappuccio bianco e una maschera nera che lasciano intravedere solo gli occhi, caratterizzati da iridi verdi e sclere rosse. Ha la bocca cucita ai lati e porta i capelli lunghi e scuri. Avido, freddo e calcolatore, ritiene che il denaro sia l'unica cosa importante nella vita tanto da sostenere che non gli importa se dovrà andare all'inferno perché è lì che porta il denaro.

Occhio di Kakuzu

Molti anni prima della narrazione fu incaricato di uccidere il Primo Hokage ma venne sconfitto: il suo villaggio, furioso per questo fallimento, lo imprigionò ma successivamente riuscì a fuggire e ad uccidere il leader della Cascata. Dopo aver rubato la tecnica proibita Rancore della Terra (地怨虞?, Jiongu) si unì ad Alba, ma a causa della sua personalità violenta uccise tutti i suoi partner finché venne messo in coppia con Hidan, anch'egli immortale. Dopo aver catturato Yugito Nii, forza portante del Gatto a due code, e ucciso il monaco Chiriku per incassarne la taglia, Kakuzu e Hidan si dirigono al Villaggio della Foglia per catturare Naruto ma vengono fermati dal team composto da Asuma Sarutobi, Shikamaru Nara, Izumo Kamizuki e Kotetsu Hagane: Kakuzu affronta questi ultimi riuscendo a sopraffarli ma è costretto a ritirarsi per ordine di Pain e a causa dell'arrivo dei rinforzi dalla Foglia. In seguito Kakuzu fronteggia e sconfigge Kakashi Hatake, Ino Yamanaka e Choji Akimichi, decisi a vendicare Asuma, ma viene poi sconfitto da Naruto col Rasenshuriken e ucciso definitivamente da Kakashi. Viene poi resuscitato durante la Quarta guerra ninja tramite l'Edo Tensei di Kabuto Yakushi e inviato a combattere contro la Prima divisione: dopo aver ucciso alcuni ninja al fine di entrare in possesso dei cuori necessari ad utilizzare le sue maschere, Kakuzu ingaggia un combattimento contro Darui, Izumo e Kotetsu; sarà però Choji che riuscirà a sconfiggerlo e immobilizzarlo così che possa essere sigillato. Tornerà nell'aldilà dopo che la tecnica verrà sciolta da Kabuto sotto l'illusione di Itachi Uchiha.
Il corpo di Kakuzu è composto da una grande quantità di fibre nere, che possono essere utilizzate per estendere una particolare area del corpo o per curare altre persone; tramite queste fibre può integrare nel suo corpo organi estranei a condizione che questi siano estratti da persone ancora in vita: utilizzando i cuori dei nemici Kakuzu può quindi prolungare la propria vita indefinitamente. Oltre al suo il ninja può utilizzare al massimo quattro cuori, associati uno ciascuno alle maschere poste sulla sua schiena: ciascuna di esse può formare un ammasso di fibre a sé stante e muoversi in maniera autonoma. Avendo quattro cuori in più Kakuzu può manipolare il chakra in ognuno di essi così da utilizzare tutti gli elementi; le maschere possono anche unirsi a lui per aumentarne velocità e quantità di chakra. Le fibre possono inoltre essere manipolate in modo da consentirgli di volare o anche solo planare. Kakuzu vanta inoltre una grande forza fisica ed è anche un abile stratega data la sua enorme esperienza. È doppiato da Takaya Hashi, da Alessandro Zurla.

### Konan
Konan (小南?, Konan) è una kunoichi del Villaggio della Pioggia (雨隠れの里?, Amegakure no Sato) nonché unico membro femminile di Alba.
Soprannominata Angelo (天使?, Tenshi) data l'abitudine a volare tramite ali di carta per adempiere alla sua funzione di messaggera del capo-villaggio, ha gli occhi arancioni e i capelli blu ornati con un fermaglio a forma di fiore; porta un piercing sotto il labbro inferiore e come gli altri due orfani della Pioggia è stata un'allieva di Jiraiya: era innamorata ricambiata di Yahiko mentre verso Nagato prova una fiducia incondizionata. Nel primo concept ideato dall'autore appariva con abiti provocanti, un seno davvero prosperoso e una cicatrice sull'ombelico.

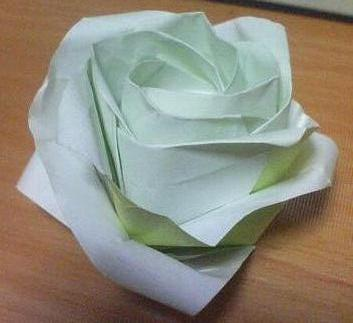
Origami a forma di rosa usato da Konan come ornamento

Nacque nel Villaggio della Pioggia poco prima la Seconda guerra ninja e dopo la morte dei suoi genitori si unì a Yahiko, assieme al quale salvò Nagato da morte certa; tempo dopo i tre divennero allievi di Jiraiya. Dopo la partenza del Sannin il gruppo fondò un'organizzazione il cui obbiettivo era portare la pace nel mondo, Alba, ma in seguito il leader del villaggio Hanzo, per paura che il gruppo potesse diventare troppo potente, si unì a Danzo e agli ANBU della Foglia con l'intento di distruggere l'organizzazione e rapì Konan: dopo un lungo scontro venne salvata da Nagato a costo però della vita di Yahiko; dopo la morte di Hanzo e dei suoi familiari, Konan divenne la partner di Nagato nell'organizzazione. Quando Jiraiya si infiltra nel Villaggio della Pioggia Konan lo affronta ma si ritira lasciando il posto a Pain; in seguito i due attaccano il Villaggio della Foglia nel tentativo di catturare Naruto: quando Nagato, dopo essere stato sconfitto, si sacrifica per riportare in vita le vittime del suo attacco, Konan decide di credere anche lei in Naruto affidandogli i sogni e le speranze dei suoi due amici e rivela di voler abbandonare Alba. Dopo aver seppellito Nagato assieme a Yahiko Konan affronta Tobi, determinato a recuperare il Rinnegan di Pain, ma alla fine viene uccisa.
Possiede l'abilità di scomporre il proprio corpo in origami seguendo lo schema della rosa che cinge i suoi capelli; può inoltre manipolare la carta dandole pressoché qualsiasi forma desideri, oltre ad usarla come arma da taglio e come bomba carta. Poiché si tratta di un materiale comunque delicato, questa tecnica risulta vulnerabile contro il fuoco e l'acqua. È inoltre un'ottima stratega, tanto da costringere Tobi a dover ricorrere alla tecnica proibita Izanagi per sconfiggerla. È doppiata da Atsuko Tanaka e Tania De Domenico.

### Pain
Nagato (長門?), chiamato anche Pain (ペイン?, Pein), è il capo di Alba.
Discendente del clan Uzumaki e dotato dei loro tipici capelli rossi, da bambino era molto gentile, sensibile e desideroso di proteggere ad ogni costo i suoi più cari amici, Yahiko e Konan, e il suo sogno, come quello dell'amico, era quello di portare la pace nel suo villaggio e nel mondo. Il trauma per aver dovuto uccidere Yahiko, tuttavia, lo renderà freddo, spietato e calcolatore pur non abbandonando il suo sogno di pace, che sceglie però di portare a termine con la violenza; disprezza inoltre i Grandi Paesi Ninja per aver continuato a farsi guerra coinvolgendo i paesi minori, portando quindi il vero dolore a coloro che non c'entravano nulla. Kishimoto sviluppò una serie di bozze riguardo a Nagato e infine aggiunse al personaggio della abilità ispirate al buddhismo (le Sei Vie di Pain, ad esempio, rimandano ai sei percorsi della reincarnazione).

Il Rinnegan

Nato nel Villaggio della Pioggia durante la Seconda Guerra Ninja, quando era ancora in fasce gli venne impiantato il Rinnegan da Madara Uchiha poiché essendo un discendente dei Senju sarebbe stato in grado di utilizzarlo e col tempo sarebbe divenuto necessario per il piano "Occhio di luna"; Nagato utilizzò inconsciamente i suoi poteri per la prima volta dopo la morte dei suoi genitori per mano di due ninja della Foglia per vendicarli. Si unì a Konan e Yahiko dopo che questi lo avevano trovato mezzo morto per la fame: i tre vissero per diverso tempo di piccoli furti fino a quando non incontrarono Jiraiya, a cui chiesero di addestrarli per ottenere un potere in grado di cambiare la sorte del Villaggio; il ninja leggendario accettò e, dopo tre anni, tornò a Konoha. Il gruppo fondò quindi l'Organizzazione Alba con l'obiettivo di portare la pace nel Villaggio della Pioggia; in seguito Hanzo la Salamandra, il capo del Villaggio, per paura che il gruppo potesse tentare un colpo di Stato si alleò con Danzo e con gli ANBU della Foglia prendendo Konan come ostaggio e causando la morte di Yahiko: per la disperazione, Nagato liberò i pieni poteri del Rinnegan evocando la Statua Diabolica (外道魔像?, Gedō Mazō) e uccidendo tutti gli avversari ad eccezione di Hanzo e Danzo. Dopo aver adottato il soprannome "Pain" Nagato uccise Hanzo, i suoi familiari e tutti coloro che avevano avuto relazioni con lui facendo terra bruciata della fazione opposta e divenne così il nuovo leader della Pioggia; dietro suggerimento di Tobi raggruppò numerosi ninja traditori dei vari villaggi con l'intento di formare una squadra di potenti mercenari. Nagato rimane nell'ombra finché il suo maestro Jiraiya non si infiltra nel Villaggio della Pioggia per scoprire l'identità del vero leader dell'Organizzazione Alba: ormai soggiogato dall'odio e dal desiderio di cambiare il mondo, Nagato non ascolta il suo maestro e lo uccide dopo un violento combattimento muovendosi poi all'attacco di Konoha nel tentativo di catturare Naruto.
Dopo aver distrutto il villaggio con un violentissimo Shinra Tensei, Nagato affronta Naruto in un lunghissimo scontro nel quale il giovane ninja riesce a distruggere tutti i suoi sei corpi e lo convince a cambiare opinione sul concetto di pace ricordandogli gli insegnamenti di Jiraiya: Nagato decide così di credere in Naruto e, dopo aver riposto i suoi sogni in lui, resuscita a costo della sua vita tutti coloro che aveva ucciso durante l'attacco al villaggio. Il suo corpo viene seppellito da Konan nel Villaggio della Pioggia accanto a quello di Yahiko ma la sua tomba verrà profanata da Obito, il quale sottrae dal suo corpo il Rinnegan per impiantarselo nell'occhio sinistro (in questa occasione Obito rivela l'appartenenza di Nagato al clan Uzumaki). Nagato viene quindi resuscitato durante la Quarta guerra ninja tramite l'Edo Tensei di Kabuto Yakushi e così affronta Naruto e Killer Bee: le due forze portanti vengono salvate da Itachi Uchiha, resuscitato anche lui da Kabuto ma liberatosi dal suo controllo grazie all'occhio di Shisui Uchiha che aveva impiantato in un corvo nascosto nel corpo di Naruto, che sigilla Nagato in un'illusione eterna tramite la spada Totsuka del proprio Susano'o.

I piercing come sono collocati sul viso del Mondo dei Deva

Nagato possiede il Rinnegan, l'abilità oculare più potente in assoluto: con questi occhi è possibile utilizzare tutte e cinque le alterazioni delle proprietà del chakra e tutte le manipolazioni della forma, di conseguenza si è in grado di utilizzare potenzialmente tutte le tecniche esistenti. A causa dell'indebolimento del suo corpo dovuto all'evocazione della Statua Diabolica, Nagato ha diviso i suoi poteri in sei corpi di persone decedute, le Sei Vie di Pain, che presentano tutti il Rinnegan e capelli arancioni; ogni corpo è guidato da Nagato grazie al suo chakra attraverso dei piercing che hanno la funzione di ricettori, può essere resuscitato ogni volta che Nagato lo desidera e condividono il proprio campo visivo. Alcuni poteri sono tuttavia utilizzabili solo dal corpo originale di Nagato, come il Rinne Tensei (輪廻天生?); quando Kabuto lo resuscita, Nagato si dimostra in grado di saper utilizzare tutte e sei le tecniche di Pain nel suo corpo con una potenza ed un'efficacia maggiore. Pain è doppiato da Ken'yū Horiuchi e in italiano da Marco Zanni (ep. 1-18), Luca Semeraro (ep. 80-155) e Davide Albano (ep. 157+); Nagato è doppiato da Junpei Morita e in italiano da Simone Lupinacci (da bambino e ep. 434+), Claudio Beccari (ep. 165-278) e Francesco Venditti (ep. 298-348).

#### Mondo dei Deva
Il Mondo dei Deva (天道?, Tendō) è ottenuto dal corpo di Yahiko ed è la forma preferita di Pain per interagire con l'esterno come durante lo scontro con Jiraiya, durante la cattura di Utakata nell'anime, durante lo scontro con Kakashi, durante l'esecuzione dello Shinra Tensei e infine nello scontro con Naruto.
Oltra ad avere una grande capacità nell'uso delle tecniche acquatiche come Yahiko, il Mondo dei Deva utilizza anche le tre principali tecniche del Rinnegan con cui è possibile manipolare la gravità: una tecnica per attrarre (il Banshō Ten'in (万象天?)), una per respingere (lo Shinra Tensei (神羅天征?)) e una tecnica ulteriore, il Chibaku Tensei (地爆天星?), che crea una piccola sfera nera che viene scagliata in cielo e che attirando a sé i detriti forma una specie di luna di roccia.

#### Mondo degli Asura
Il Mondo degli Asura (修羅道?, Shuradō) è ottenuto dal corpo di un mercenario, presumibilmente appartenente al Villaggio della Sabbia in quanto lo si vede usare la tecnica del marionettista. Pain controlla questo corpo durante lo scontro con Jiraiya, durante la cattura di Utakata nell'anime, durante lo scontro con Kakashi e infine nello scontro con Naruto.
Questo corpo ha un funzionamento interno completamente robotizzato e un aspetto disumano: ha sei braccia, tre volti, ognuno con una diversa emozione in modo simile all'Ashura dalla mitologia buddhista e, dentro di sé, una lama dentata che può estroflettere e utilizzare come una coda; può inoltre sparare uno dei suoi avambracci sinistri, lanciare dei missili da un suo braccio destro, aprire la sua testa per rilasciare una gigantesca esplosione ed estendere a piacimento la sua lunga coda seghettata; dispone anche di un vasto assortimento di lame e borchie nelle mani e ha dei propulsori sotto i piedi per muoversi più velocemente.

#### Mondo Umano
Il Mondo Umano (人間道?, Ningendō) è il corpo appartenente ad un ninja del Villaggio della Cascata. Pain lo controlla durante lo scontro con Jiraiya, nel quale rimane accecato; in seguito viene controllato da Pain durante la cattura di Utakata nell'anime e durante lo scontro con i ninja della Foglia; in questa occasione si presenta con nuovi occhi e tiene in ostaggio Shizune: leggendo la sua mente, scopre che Naruto si trova sul monte Myoboku e lo comunica al Mondo Divino. In seguito affronta Naruto ma viene ucciso da quest'ultimo sacrificandosi per salvare il Mondo Animale.
Questo corpo è in grado di leggere la mente ponendo la mano sulla testa dei nemici al fine di estrarre informazioni; conseguentemente, la vittima muore.

#### Mondo Animale
Il Mondo Animale (畜生道?, Chikushōdō) è il corpo di un ninja appartenente al clan Fuma che in passato venne ferito sulla fronte da Jiraiya. Pain utilizza questo corpo proprio nello scontro con il ninja leggendario, dal quale però viene ucciso, e il suo corpo viene portato al Villaggio della Foglia per essere esaminato. Nagato lo sostituisce con il corpo di una giovane donna, che viene utilizzato durante la cattura di Utakata nell'anime e durante lo scontro con Naruto. Entrambi i corpi hanno la capacità di utilizzare la Tecnica del richiamo (口寄せの術?, Kuchiyose no Jutsu) per evocare una vastissima gamma di animali di dimensioni gigantesche con peculiarità uniche; tale corpo può evocare anche esseri umani o altri oggetti con funzioni difensive.
Doppiato da Tiziana Martello (corpo femminile)

#### Mondo dei Preta
Il Mondo dei Preta (餓鬼道?, Gakidō) è il corpo di un ninja del Villaggio dell'Erba. Pain lo controlla durante lo scontro con Jiraiya, durante la cattura di Utakata nell'anime e durante lo scontro con Naruto. Ha la capacità di assorbire qualunque tipo di ninjutsu e, più in generale, il chakra altrui, ma questo solo a contatto diretto.

#### Mondo Naraka
Il Mondo Naraka (地獄道?, Jigokudō) è un ninja di un villaggio sconosciuto. Pain lo controlla durante lo scontro con Jiraiya, durante la cattura di Utakata nell'anime e durante lo scontro con Naruto. La tecnica a lui prerogativa consiste nel materializzare il Re degli Inferi (冥府の王?, Meifu no Ō), una gigantesca testa di demone dotato di Rinnegan e portante sulla fronte il kanji Re (王?, Ō) che affiora dal terreno avvolta in fiamme nere. Utilizzata sia a scopi offensivi che per raccogliere informazioni, il demone apre la bocca rilasciando una sorta di braccio che tira fuori l'energia vitale dalla vittima sotto forma di lingua allargata; coloro che assistono alla scena non sono in grado di vedere il demone. Sempre tramite questo demone, questo corpo ha la capacità di resuscitare i morti.